# Novinový papír

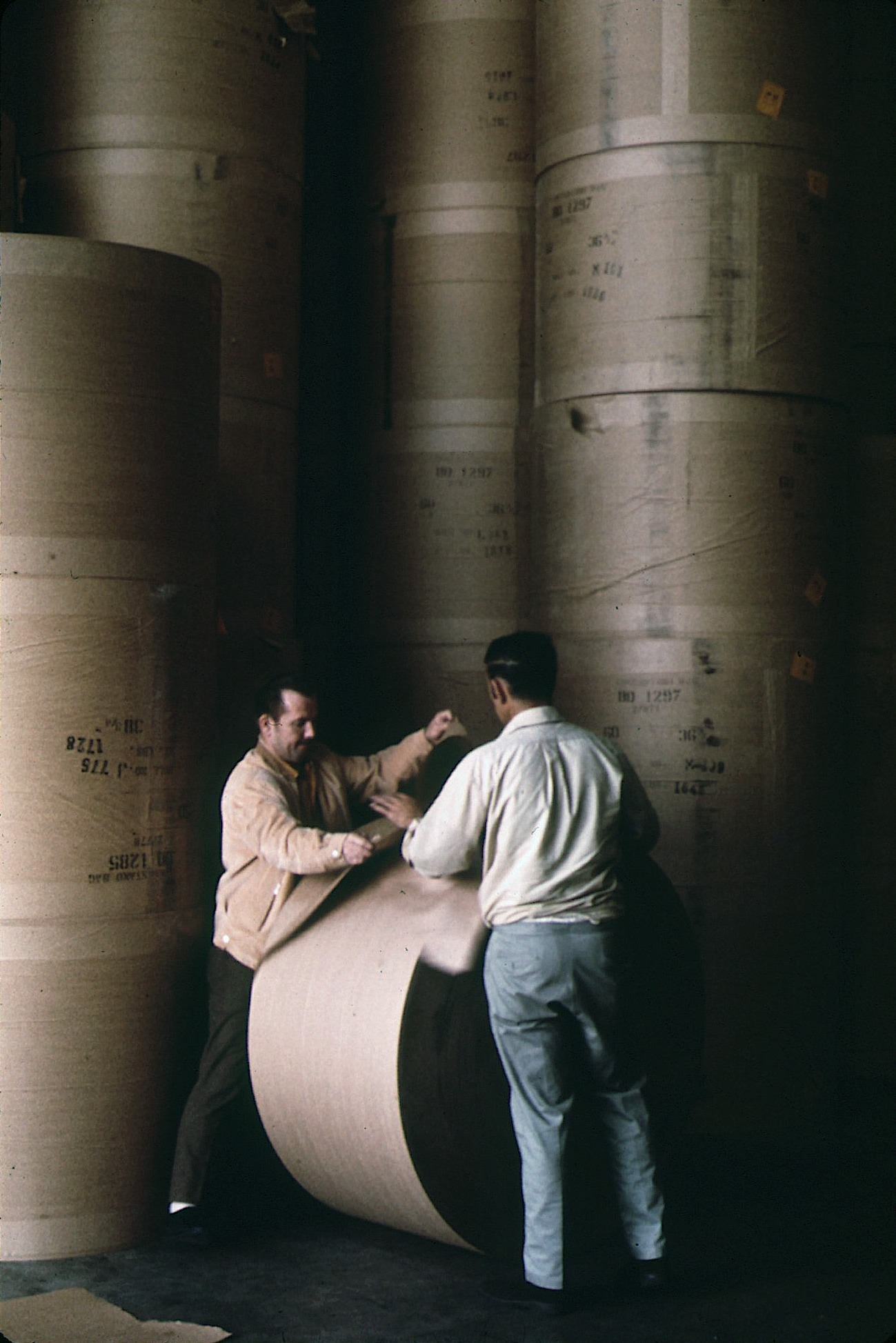
Rolls_of_finished_newsprint_at_Macmillan-Bloedel_Ltd_in_the_Fraser_River_Valley,_British_Columbia,_Canada

Novinový papír je levný nearchivní papír sestávající převážně z dřevité buničiny a nejčastěji používaný k tisku novin a jiných publikací a reklamních materiálů. Byl vynalezen v roce 1844 Charlesem Fenertym z Nového Skotska v Kanadě, má obvykle špinavě bílý nádech a je výrazný na omak. Je navržen pro použití v tiskařských strojích, které používají dlouhý pás papíru (síťový ofsetový, knihtiskový a flexografický), spíše než jednotlivé listy papíru.
Novinový papír je upřednostňován vydavateli a tiskaři, protože je relativně levný (ve srovnání s druhy papíru používanými pro lesklé časopisy a prodejní brožury), pevný (probíhá v moderních vysokorychlostních kotoučových tiskařských strojích) a může přijmout čtyřbarevný tisk v kvalitě, která odpovídá potřebám typických novin.

## Vynález
Charles Fenerty začal experimentovat s dřevěnou buničinou kolem roku 1838 a svůj objev učinil v roce 1844.

## Použití
Pás papíru je umístěn na tiskárnu ve formě role papíru z papírny (přebytečný novinový papír může být také řezán na jednotlivé listy procesorem pro použití v řadě dalších aplikací, jako je balení nebo komerční tisk). Světová poptávka po novinovém papíru v roce 2006 činila podle montrealské rady Pulp & Paper Products Council (PPPC) asi 37,2 milionů metrických tun. To bylo asi o 1,6 % méně než v roce 2000. Mezi lety 2000 a 2006 došlo k největším změnám v Asii, kde poptávka po novinovém papíru vzrostla asi o 20 %, a v Severní Americe, kde poptávka klesla asi o 25 %. Poptávka v Číně se během období prakticky zdvojnásobila na přibližně 3,2 milionu metrických tun.
Asi 35 % celosvětové spotřeby novinového papíru v roce 2006 bylo v Asii, přičemž přibližně 26 % bylo v Severní Americe a asi 25 % v západní Evropě. Latinská Amerika a východní Evropa představovaly v roce 2006 podle PPPC asi 5 % světové poptávky, menší podíly směřovaly do Oceánie a Afriky.
Zatímco poptávka v Severní Americe v posledních letech[kdy?] klesá, rychlá ekonomická expanze takových asijských zemí, jako je Čína a Indie, značně prospěla tištěným novinám, a tím i jejich dodavatelům novinového papíru. Podle World Association of Newspapers byla Asie v roce 2007 domovem 74 ze 100 světových deníků s nejvyšším nákladem.
Novinový papír se celosvětově používá při tisku novin, letáků a dalších tiskovin určených k hromadné distribuci. V USA podle PPPC asi 80 % veškerého spotřebovaného novinového papíru nakupují vydavatelé denního tisku. Deníky využívají velkou většinu celkové poptávky také ve většině ostatních regionů.  Novinový papír se také používá pro levné knihy.
Pro zhruba 20 % poptávky, kterou nenakupuje denní tisk, patří mezi běžné použití tisk týdeníků, reklamních letáků a dalších tištěných produktů.

## Výroba
Novinový papír se obecně vyrábí procesem mechanického mletí bez chemických procesů, které se často používají k odstranění ligninu z buničiny. Lignin způsobuje, že papír zkřehne a zežloutne, když je vystaven vzduchu nebo slunečnímu záření. Tradičně se novinový papír vyráběl z vláken extrahovaných z různých druhů jehličnatých dřevin (nejčastěji ze smrku, jedle, jedle balzámové nebo borovice). Stále větší procento světového novinového papíru se však vyrábí z recyklovaných vláken.